# Antonio de Senillosa
Antonio de Senillosa y Cros (Barcelona, 1928-Saus, 27 de febrero de 1994) fue un político y abogado español.

## Biografía
Miembro de la aristocracia rural catalana, se licenció en Derecho y en 1947 se hizo monárquico y formó parte del secretariado político de Juan de Borbón en Cataluña. En 1950 organizó el Instituto de Estudios Hispánicos y en 1962 asistió al Congreso del Movimiento Europeo, conocido popularmente por la denominación que la dictadura franquista le dio: el contubernio de Múnich. Por ello, las autoridades franquistas le multaron económicamente. Más tarde fue profesor en la Facultad de Derecho y Ciencias Económicas y Empresariales de la Universidad de Barcelona y asesor del presidente de la Generalidad Josep Tarradellas. Fue fundador y director del Teatro Club de Barcelona.
En 1976 fundó la rama catalana del Partido Popular, que en las elecciones generales de 1977 rechazó formar parte de la Unión de Centro Democrático. Vinculado a José María de Areilza, en las elecciones generales de 1979 fue elegido diputado por Barcelona por Coalición Democrática. En las de 1982 fue candidato por Barcelona del Centro Democrático y Social de Adolfo Suárez. De 1985 a 1987 fue director general de Relaciones Culturales del Ministerio de Asuntos Exteriores. 

### Muerte
El 27 de febrero de 1994,  murió en un accidente de tráfico cuando se dirigía a la casa que tenía en San Mori, en el Alto Ampurdán. En el accidente, que fue provocado por el propio Senillosa, que conducía un Peugeot 405 Mi16 de color rojo y matrícula B-5384-JH a velocidad excesiva y bajo los efectos del alcohol, mató a dos personas que ocupaban un coche que circulaba correctamente en sentido contrario: el propio conductor del vehículo y su hijo de trece años. Los análisis posteriores revelaron a Senillosa un índice de alcoholemia en la sangre de 3,7 miligramos por litro.
Su hija, Bárbara de Senillosa y Olano, ha sido profesora de protocolo en el reality de Telecinco Las joyas de la corona.